# Pennelope Beckles

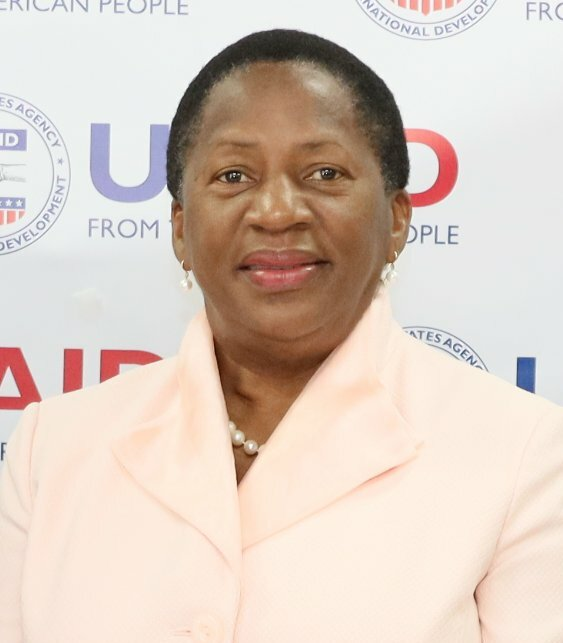
Pennelope Althea Beckles-Robinson - luật sư và chính trị gia người Trinidad và Tobago

Pennelope Althea Beckles-Robinson (sinh ngày 12 tháng 9 năm 1961) là một luật sư và chính trị gia người Trinidad và Tobago, người đã là Đại diện thường trực của đất nước tại Liên Hợp Quốc kể từ tháng 8 năm 2016.

## Giáo dục và những nằm đầu
Beckles sinh ngày 12 tháng 9 năm 1961 tại làng Borde Narve, lớn lên mà không có điện hay nước máy. Cha bà, Lionel Beckles, làm việc cho Công đoàn Công nhân Dầu mỏ và bà có bốn anh trai và một chị gái. Bà theo học tại Trường trung học St Raphael và Tu viện St Joseph, San Fernando. Bà tốt nghiệp Đại học West Indies, Barbados và Hugh Wooding Law School.

## Nghề nghiệp
Beckles đã hành nghề luật sư từ năm 1988, gắn liền với tổ chức Chambers of Theodore R Guerra and Associates.
Beckles đã được bổ nhiệm làm Thượng nghị sĩ đối lập cho Phong trào Dân tộc Nhân dân (PNM) năm 1995. Sau đó, bà được bầu vào Hạ viện đại diện cho khu vực bầu cử Arima năm 2000, phục vụ cho đến năm 2010  Bà được bổ nhiệm làm Bộ trưởng Phát triển Xã hội năm 2001, Bộ trưởng Bộ Văn hóa và Du lịch năm 2002, và Bộ trưởng Bộ Tiện ích Công cộng và Môi trường năm 2003.
Beckles là nữ Phó Chủ tịch Quốc hội đầu tiên của Trinidad và Tobago từ năm 2007 đến năm 2010 và giữ vai trò Lãnh đạo Kinh doanh Đối lập từ năm 2010 đến 2013. Vào tháng 11 năm 2012, bà được bầu làm Phó chủ tịch của PNM, nhưng bà đã bị lãnh đạo đảng Keith Rowley đánh bài với chiếc ghế vào thượng viện vào tháng 12 năm 2013. Vào tháng 5 năm 2014, bà đã thách thức không thành công với Rowley cho vị trí lãnh đạo của đảng. Vào ngày 4 tháng 2 năm 2015, bà đã bị từ chối trong nỗ lực đại diện cho PNM cho khu vực bầu cử của Arima trong cuộc tổng tuyển cử năm 2015.
Beckles đã được Thủ tướng Rowley bổ nhiệm làm Đại diện thường trực của Trinidad và Tobago vào tháng 8 năm 2016. Bà đã hoãn cuộc hẹn để tham dự lễ tang của cựu Thủ tướng Patrick Manning vào tháng 7.

## Cuộc sống cá nhân
Beckles kết hôn với Noel Robinson vào tháng 12 năm 2008  và có bốn con riêng. Bà cũng trở thành người bảo hộ cho cháu gái mười tuổi của mình sau khi chị gái Michelle qua đời năm 2015.